# مجلس القضاء الأعلى (سوريا)
مجلس القضاء الأعلى هو أعلى سلطة قضائية في سوريا. المجلس مكلف بتعيين القضاة ونقلهم وعزلهم. وتتألف من كبار القضاة المدنيين ويرأسها رئيس الجمهورية. استقلال القضاء مكفول من قبل رئيس الجمهورية بصفته رئيساً لمجلس القضاء الأعلى، وفقاً للمادة 131 من الدستور. تنص المادة 133 على أن القضاة مستقلون ولا سلطان عليهم في قضائهم لغير القانون.